# Magyarus typicus
Magyarus typicus är en spindelart som beskrevs av  1985. Magyarus typicus ingår i släktet Magyarus och familjen hoppspindlar. Inga underarter finns listade i Catalogue of Life.